# V8 Supercar 2003
V8 Supercar 2003 vanns av Marcos Ambrose, som därmed bröt Mark Skaifes svit på tre raka titlar.

## Delsegrare
| Bana             | Vinnare        | Märke  | Tvåa            | Märke  | Trea            | Märke  |
| ---------------- | -------------- | ------ | --------------- | ------ | --------------- | ------ |
| Adelaide         | Mark Skaife    | Holden | Steven Richards | Holden | Jason Bright    | Holden |
| Phillip Island   | Craig Lowndes  | Ford   | Jason Bright    | Holden | Greg Murphy     | Holden |
| Eastern Creek    | Marcos Ambrose | Ford   | Craig Lowndes   | Ford   | Russell Ingall  | Ford   |
| Winton           | Marcos Ambrose | Ford   | Jason Bright    | Holden | Steven Richards | Holden |
| Barbagallo       | Marcos Ambrose | Ford   | Greg Murphy     | Holden | Steven Richards | Holden |
| Hidden Valley    | Marcos Ambrose | Ford   | Mark Skaife     | Holden | Jason Bright    | Holden |
| Ipswich          | Russell Ingall | Ford   | Marcos Ambrose  | Ford   | Todd Kelly      | Holden |
| Oran Park        | Marcos Ambrose | Ford   | Craig Lowndes   | Ford   | Mark Skaife     | Holden |
| Surfers Paradise | Russell Ingall | Ford   | Greg Murphy     | Holden | Mark Skaife     | Holden |
| Pukekohe         | Greg Murphy    | Holden | Mark Skaife     | Holden | Todd Kelly      | Holden |
| Eastern Creek    | Marcos Ambrose | Ford   | Jason Bright    | Holden | Max Wilson      | Ford   |

## Endurancerace
| Bana          | Vinnare                | Märke  | Tvåor                      | Märke | Treor                      | Märke  |
| ------------- | ---------------------- | ------ | -------------------------- | ----- | -------------------------- | ------ |
| Sandown 500   | Mark Skaife Todd Kelly | Holden | Steven Ellery Luke Youlden | Ford  | Greg Murphy Rick Kelly     | Holden |
| Bathurst 1000 | Greg Murphy Rick Kelly | Holden | Craig Lowndes Glenn Seton  | Ford  | Steven Ellery Luke Youlden | Ford   |

## Slutställning
| Plats | Förare          | Märke  | Poäng |
| ----- | --------------- | ------ | ----- |
| 1     | Marcos Ambrose  | Ford   | 2085  |
| 2     | Greg Murphy     | Holden | 1899  |
| 3     | Mark Skaife     | Holden | 1817  |
| 4     | Jason Bright    | Holden | 1770  |
| 5     | Craig Lowndes   | Ford   | 1757  |
| 6     | Steven Richards | Holden | 1709  |
| 7     | Russell Ingall  | Ford   | 1701  |
| 8     | Rick Kelly      | Holden | 1675  |
| 9     | Todd Kelly      | Holden | 1628  |
| 10    | Paul Radisich   | Ford   | 1618  |